# Ewa Polano
Ewa Ulrika Polano, född 5 januari 1958, är en svensk diplomat.

## Biografi
Polano anställdes på Utrikesdepartementet 1979 och har bland annat tjänstgjort i Haag, Hanoi, Buenos Aires och Damaskus. Hon tjänstgjorde som ambassadråd och minister i Tyskland 1997-2001, som ambassadör i Mexico City 2001-2006, på UD:s enhet för Europeiska unionen 2006-2008 och som samordnare i handelsminister Ewa Björlings ministerkansli 2008-2009. I september 2009 tillträdde hon tjänsten som ambassadör i Jakarta med sidoackreditering i Östtimor. I maj 2014 tillträdde hon tjänsten som ambassadör i Doha. I september 2019 tillträdde hon tjänsten som ambassadör i Luanda.

## Priser och utmärkelser
- Kommendör av Förbundsrepubliken Tysklands förtjänstorden, KTyskRFO (2003)